# Черепягино
Черепягино — деревня в Бережанской волости Островского района Псковской области.

## География
Расположена на южном приграничье города Остров, на автодороге на Опочку.

## Население
| 2001 | 2002 | 2010 |
| ---- | ---- | ---- |
| 139  | ↗152 | ↘83  |

Численность населения деревни по состоянию на 2000 год составляла 139 жителей.